# Григорівка (Каушенський район)
Григорівка (рум. Grigorievca) — село в Молдові в Каушенському районі. Утворює окрему комуну.
У селі проживають українці та молдовани. Згідно з даними перепису населення 2004 року українців проживало 599 осіб (48 %), молдован — 549 осіб (44 %).

## Населення

### Національність
Розподіл населення за національністю за даними перепису 2004 року:
| Національність   | Відсоток |
| ---------------- | -------- |
| українці         | 47,77 %  |
| молдовани/румуни | 43,86 %  |
| росіяни          | 6,3 %    |
| болгари          | 0,8 %    |
| гагаузи          | 0,56 %   |
| інші             | 0,71 %   |